# Solenopsia imitatrix
Solenopsia imitatrix (лат.) — вид паразитических мирмекофильных наездников семейства диаприиды из надсемейства Proctotrupoidea (или Diaprioidea; отряд перепончатокрылые насекомые).

## Описание
Длина около 1,4—2 мм. Тело коричневое, голова и грудка светлее, глаза чёрные. Усики 11-члениковые с булавой из 2 сегментов. Обладают характерным стебельком петиолем, напоминающим такой же у муравьёв. Встречаются в гнёздах муравьёв Solenopsis fugax.
Обнаружены в Германии, Голландии, Италии, Молдавии, Чехословакии, Франции.
Вместе с видом Solenopsia praecastanea Szabó, 1978 (Венгрия) входит в состав рода Solenopsia Wasmann, 1899.